# Kunstjahr 1762
Liste der Kunstjahre

◄ | 1758 | 1759 | 1760 | 1761 | Kunstjahr 1762 | 1763 | 1764 | 1765 | 1766 | ► | ►►

Weitere Ereignisse
Dieser Artikel behandelt das Kunstjahr 1762.

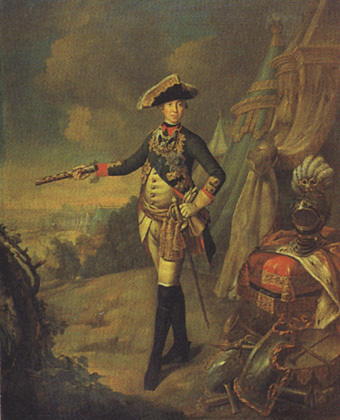
Hofmaler Alexei Petrowitsch Antropow malt den neuen russischen Kaiser Peter III.

## Ereignisse

### Architektur

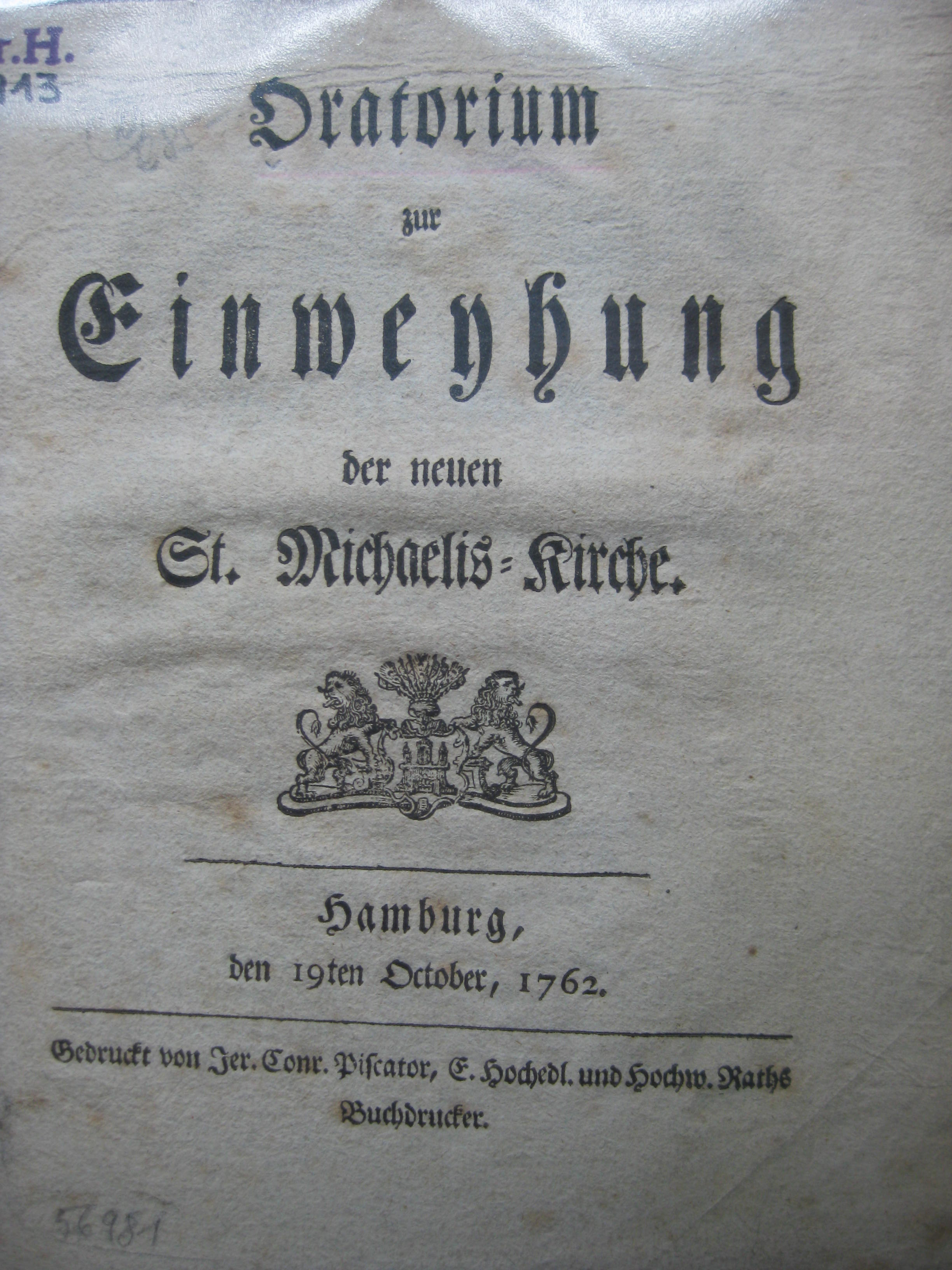
Textblatt des Oratoriums zur Einweyhung der Michaeliskirche

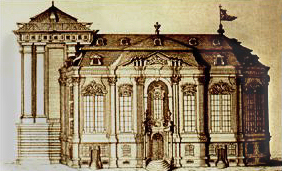
Michaeliskirche um 1762

- 19. Oktober: Der barocke Neubau der 1750 abgebrannten St. Michaeliskirche, eine der fünf Hamburger Hauptkirchen, nach einem Entwurf von Johann Leonhard Prey und Ernst Georg Sonnin, wird mit dem Oratorium zur Einweyhung der neuen St.-Michaelis-Kirche von Georg Philipp Telemann eingeweiht.

- Die nach den Plänen des 1751 verstorbenen Nicola Salvi erbaute Fontana di Trevi in Rom wird nach 30-jähriger Bauzeit fertiggestellt.
- Der englische Architekt James Wyatt unternimmt eine sechsjährige Reise nach Italien, insbesondere nach Venedig, wo er sich mit der Architektur des Neo-Palladianismus vertraut macht.

### Malerei

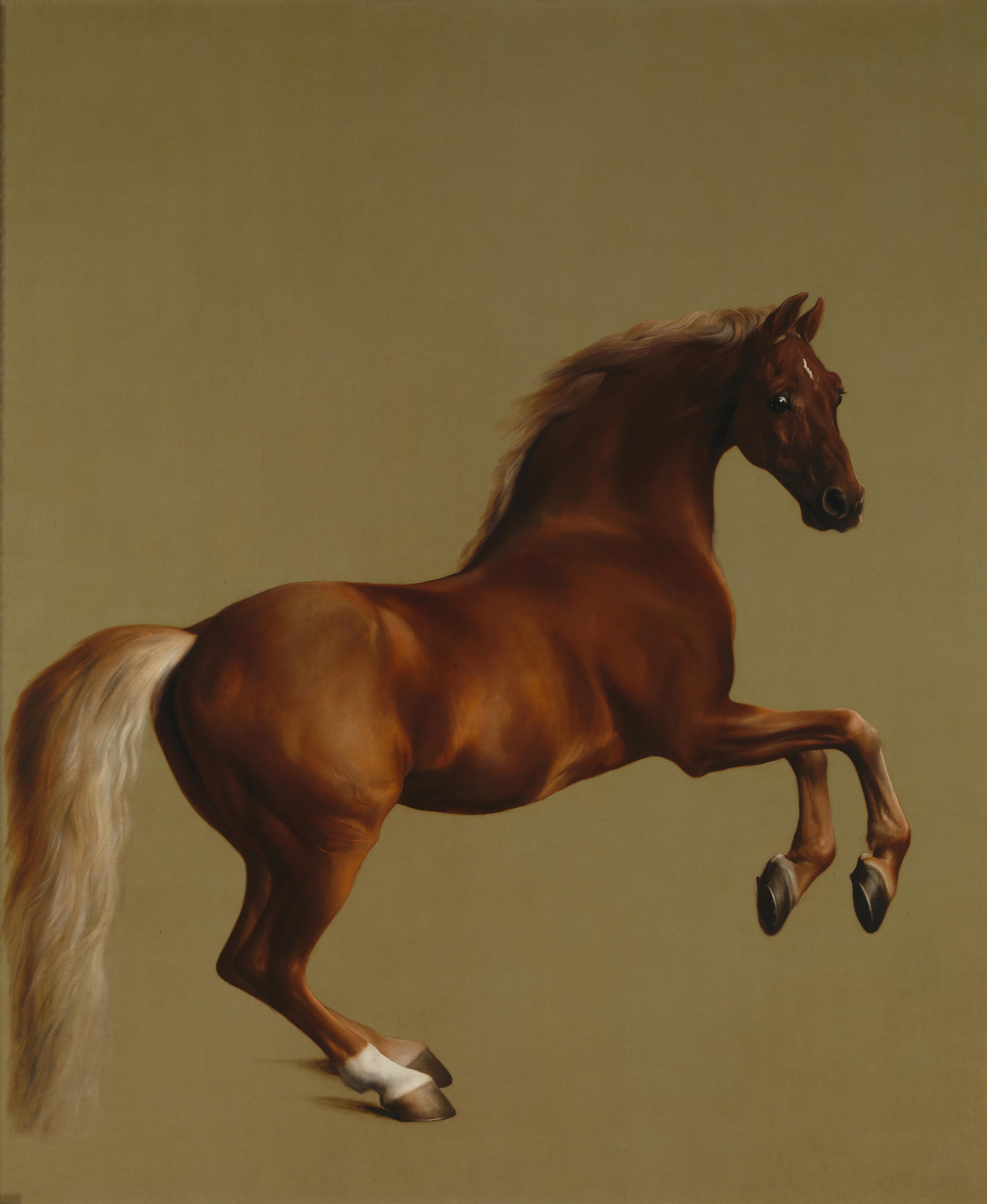
Whistlejacket, Öl auf Leinwand

- Der italienische Barockmaler Francesco Sozzi malt das Fresko Allegorie der Weisheit in der Biblioteca di Palazzo Alliata di Pietratagliata in Palermo.
- Der britische Maler George Stubbs fertigt um 1762 sein berühmtestes Gemälde Whistlejacket. Stubbs ist vor allem für die anatomisch genaue Wiedergabe seiner Tiermotive bekannt.

### Ausbildung
- Der Maler und Kunstsammler Lambert Krahe gründet eine Zeichenschule, aus der im Jahr 1773 die Kunstakademie Düsseldorf hervorgeht.
- Anton Raphael Mengs veröffentlicht zunächst anonym das Buch Gedanken über die Schönheit und über den Geschmak in der Malerey, das in zahlreichen Akademien als Lehrbuch Verwendung findet.

## Geboren
- 17. Januar: Johann Anton August Weitsch, deutscher Maler und Museumsinspektor († 1841)
- Februar: Eberhard von Wächter, deutscher Maler († 1852)
- 14. April: Giuseppe Valadier, italienischer Architekt, Städtebauer, Archäologe und Goldschmied († 1839)
- 09. Juni: Luigi Cagnola, italienischer Architekt († 1833)
- 16. Juni: Giuseppe Bernardino Bison, italienischer Maler des Klassizismus († 1844)
- 01. Juli: Felix Maria Diogg, Schweizer Porträtmaler († 1834)
- 22. Juli: Jakub Hempel, deutsch-polnischer Architekt († 1831)
- 25. Juli: Carl Friedrich von Wiebeking, deutscher Architekt, Wasserbau-Ingenieur und Landvermesser († 1842)
- 02. September: Luigi Rusca, Schweizer Architekt († 1822)
- 06. September: Ernst Ludwig Riepenhausen, deutscher Zeichner und Kupferstecher († 1840)
- 10. September: Pierre-François-Léonard Fontaine, französischer Architekt († 1853)
- 30. September: Johann Michael Albaneder, deutscher Bildhauer, Bossierer und Keramiker († 1824)
- 08. Oktober: Hermann Mitterer, deutscher Zeichenlehrer und Lithograf († 1829)
- 09. Oktober: Ferdinand Collmann, deutscher Maler und Hochschulprofessor († 1837)
- 06. Dezember: Traugott Leberecht Pochmann, deutscher Maler († 1830)

- Marie-Geneviève Bouliar, französische Malerin des Klassizismus († 1825)
- Jan Rustem, polnischer Porträtmaler († 1835)
- um 1762: James Hoban, irischer Architekt († 1831)

## Gestorben

### Todesdatum gesichert
- 11. Januar: Louis-François Roubiliac, französischer Bildhauer (* 1695)
- 23. Januar: Michael Leveilly, französischer Architekt (* 1694)
- 27. Januar: John Rocque, französisch-hugenottischer Kartograph und Kupferstecher (* vor 1709)
- 28. Februar: Karl Adolph Kändler, sächsischer Bildhauer (* 1719)
- 04. März: Johannes Zick, bayrischer Freskomaler des Barock (* 1702)
- 18. März: Johann Baptist Regondi, kaiserlicher Hof-Steinmetzmeister und Bildhauer (* 1703)
- 26. März: Johann Peter Ernst Rohrer, deutscher Baumeister (* 1687)
- 30. März: Johann Georg Bergmüller, deutscher Barockmaler (* 1688)
- 17. Mai: Heinrich Matthäus Lohe, deutscher Maler (* 1675)
- 21. Mai: Ernst Dietrich Bartels, deutscher Barock-Bildschnitzer (* 1679)
- 28. Mai: Gustav Adolf von Gotter, deutscher Diplomat, Freimaurer und Kunstsammler (* 1692)
- 05. Juni: Jonas Erikson Sundahl, schwedischer Baumeister (* 1678)
- 23. Juni: Wolfgang Dietrich Majer, deutscher Maler (* 1698)
- 20. Juli: Paul Troger, österreichischer Maler des Spätbarock (* 1698)
- 27. Juli: Edmé Bouchardon, französischer Bildhauer und Architekt (* 1698)
- 20. August: Johann Christian Schurries, deutscher Bildhauer (* 1700)
- 31. August: Pietro Rotari, italienischer Portraitmaler, Hofmaler in St. Petersburg (* 1707)
- 22. Oktober: Carl Aigen, österreichischer Maler (* 1685)

### Genaues Todesdatum unbekannt
- Ernst Braun, deutscher Barockbaumeister (* um 1700)
- Ferdinand-Joseph Derons, belgischer Aquarellmaler und Zeichner (* 1700)
- Rosario Gagliardi, italienischer Architekt des Barock (* 1698)
- Charlotte Mercier, französische Malerin (* 1738)
- um 1762: Andreas Møller, dänischer Miniatur- und Porträtmaler (* 1684)